# Sudesna hedini
Sudesna hedini är en spindelart som först beskrevs av Schenkel 1936.  Sudesna hedini ingår i släktet Sudesna och familjen kardarspindlar. Inga underarter finns listade i Catalogue of Life.